# 沙槌

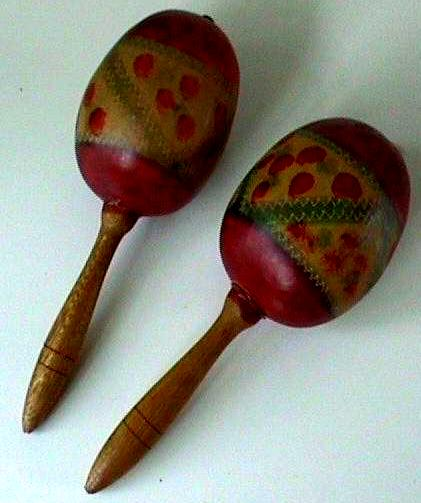
一般用的沙槌

沙槌（圖皮語：maraca），亦稱為沙錘、砂槌、沙鈴或沙球，是一種敲擊樂器，屬於體鳴樂器，沿自南美洲哥倫比亞。大概已有超過1500年的歷史。除哥倫比亞外，在不少的南美國家都可以找到相近的古代沙槌證據。包括有牙買加、委內瑞拉、古巴和特立尼達島等。
和擊木一樣，沙槌較常以一對演奏，但單使用一隻亦可以。

## 構造
古代的沙槌是把一些果實－通常為葫蘆或瓢瓜，採摘後曬乾，讓內裏的水份蒸發及果肉收縮乾化後，剩下果實的種子留在瓜囊內。經過搖晃後種子和果壂互相撞擊，產生幼細但密集的聲響。再加上手把，便成了現今沙槌的雛形。
現時所製造的沙槌，仍有相當部份是使用果實曬乾而成，但所用的果實則多樣化，例如椰子、金瓜等，只要是呈橢圓體而果壁在曬乾後不會容易弄破的就可以了。除了果實外，現時亦有以塑膠或金屬為外殼的。前者可以大大減低成本，後者則可避免易損壞的問題。至於樂器內的發聲體，現時已改由其他材料來代替果實種子，如膠粒、金屬砂、豆類等等，這樣可以確保樂器能演繹不同音量的效果。
沙槌和椰鈴（鐵沙鈴的前身）有很多相似的地方，唯一的分別是椰鈴外圍會多加一層網狀的發聲物，而裏面的果實則可有可無。形成了沙槌的撞擊的聲音在內，而椰鈴則以外為主的差別。

## 演奏方法
手只持樂器的手柄部份，盡量不要觸及發聲體。主體朝上向外，約成30-45度。演奏時，靠手腕推向外的扭動來搖動樂器，樂器裏面的發聲物撞擊而發出聲音。

## 部份有運用沙槌的樂曲
- 謝德林／比才：芭蕾舞曲《卡門組曲》第2段
- 普羅哥菲夫：清唱劇《亞歷山大·涅夫斯基》第7樂章
- 阿图罗·馬奎茲：多首《丹戎舞曲》